# Cultuurpaleis (Tel Aviv)

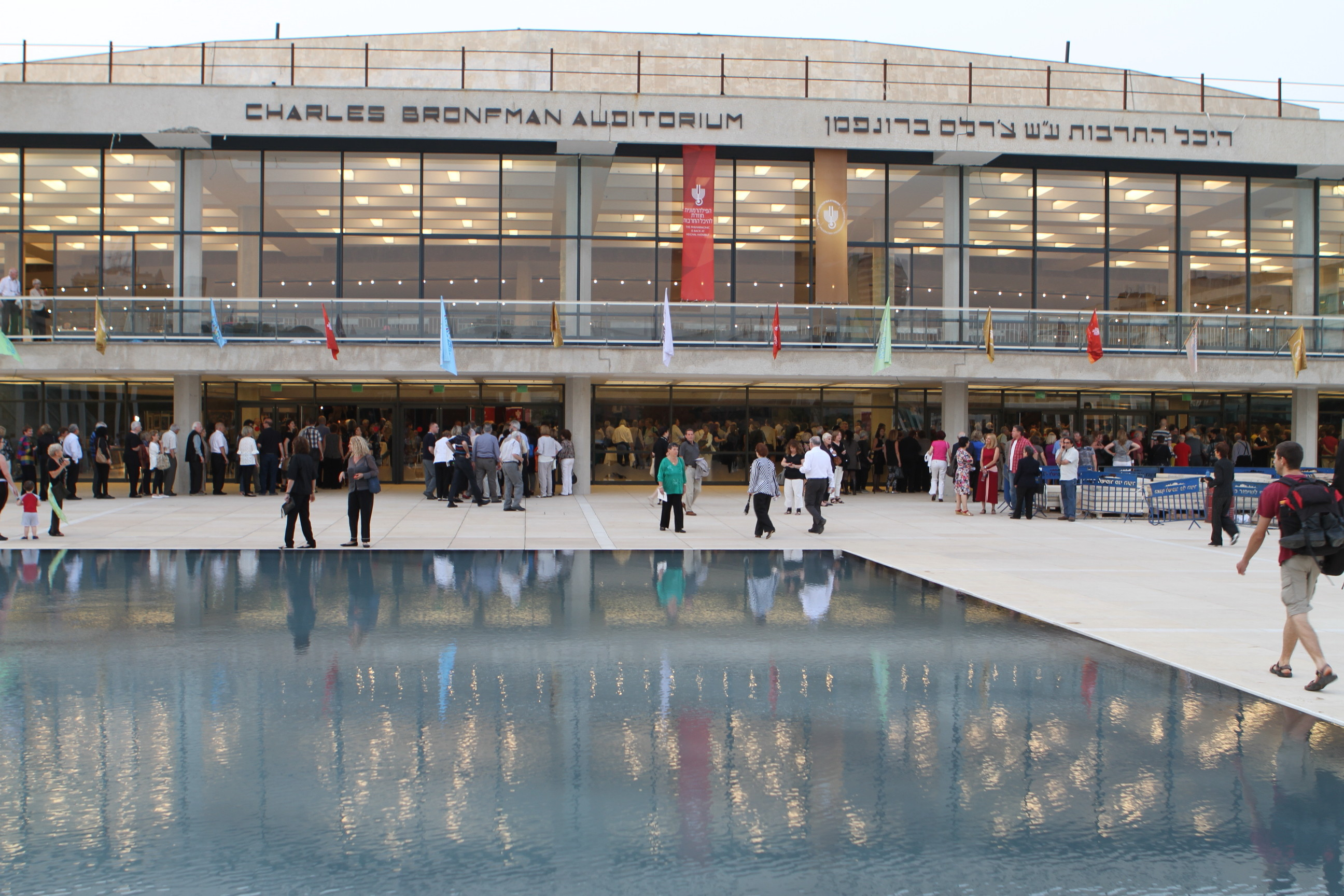
Charles Bronfman Auditorium in 2013

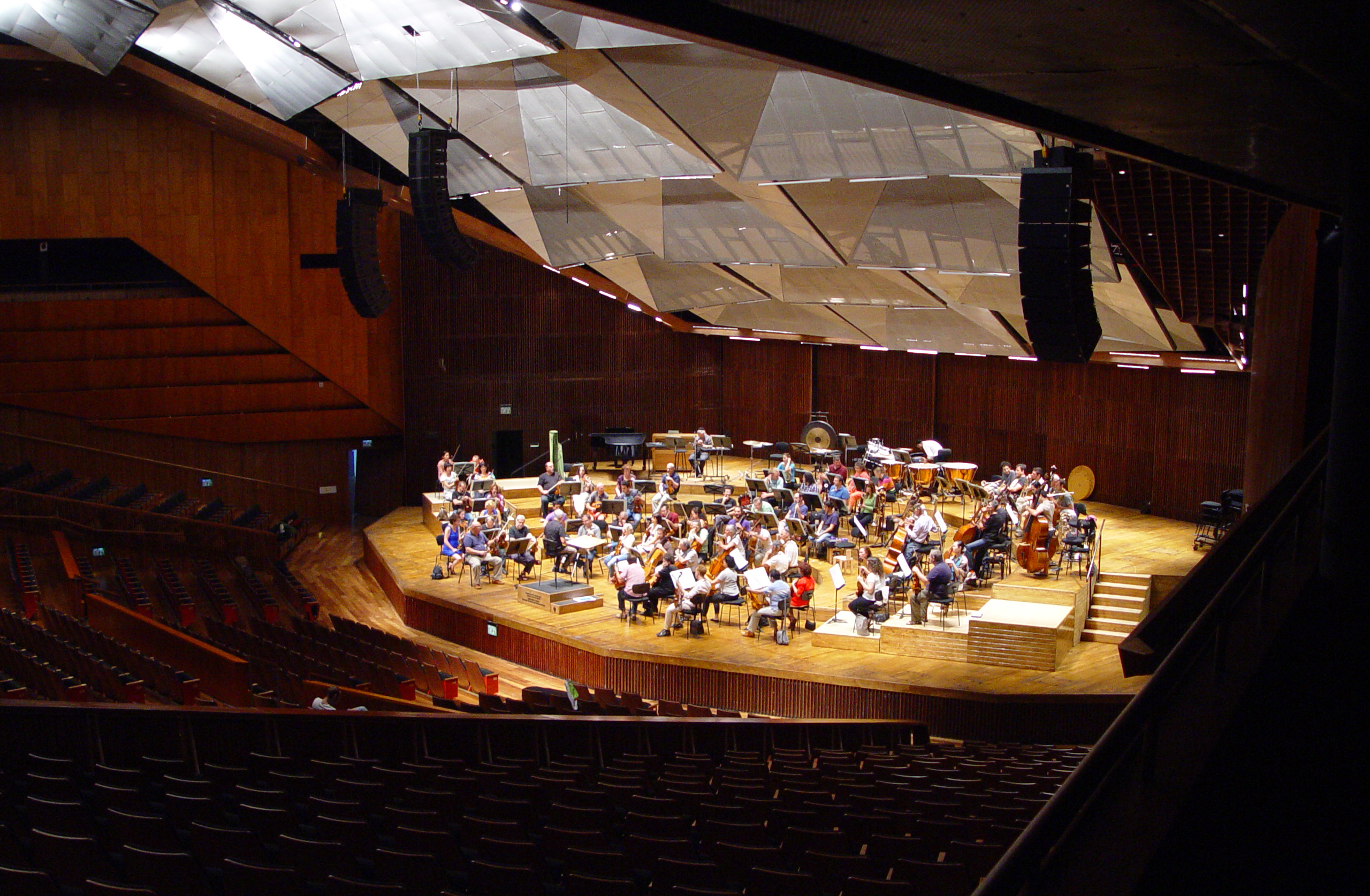
De concerthal na de renovatie

Het Cultuurpaleis (Heichal Hatarbut, Hebreeuws: היכל התרבות), of Charles Bronfman Auditorium is een concertzaal in Tel Aviv, Israël, gelegen aan het Habimaplein. De concertzaal is de thuisbasis van het Israëlisch Filharmonisch Orkest. 
Het gebouw, ontworpen door de architecten Dov Karmi, Zeev Rechter en Yaakov Rechter, werd geopend in 1957. Dirigent Leonard Bernstein leidde het openingsconcert met pianist Arthur Rubinstein als solist.
Vanaf 2011 werd het vroegere Fredric R. Mann Auditorium gerenoveerd onder supervisie van architect Ofer Kolker en officieel heropend in mei 2013. 